# Kazimierz Julian Kratzer
Kazimierz Julian Kratzer (ur. 22 lutego 1844 w Krakowie, zm. 4 listopada 1890 w Warszawie) – polski kompozytor.

## Życiorys
Pochodził ze znanej rodziny polskich muzyków i kompozytorów. Ojciec Kazimierza Juliana, Paweł Kratzer, był śpiewakiem i waltornistą. Dziadek Franciszek Ksawery Kratzer (1740–1818) i stryj Walenty Kratzer (1780–1855) zapoczątkowali rodzinną tradycję. Studia odbył pod kierunkiem swego stryja Walentego.
Od 1857 pracował jako członek baletu, od 1864 był akompaniatorem. Od 1889 zastępca kapelmistrza Teatru Wielkiego w Warszawie. Tworzył muzykę do utworów fortepianowych i melodramatów.
Najbardziej znane są: Nad przepaścią, W ruinach oraz pieśni: Skrzypki–swaty, Dumka, Ujrzałem raz wejrzenie skromne, Grenadierzy, Piosenka o piosence, Jej medalion, Sny miłości, Tyś moim snem.